# Ламонт (Айова)
Ламонт (англ. Lamont) — місто (англ. city) в США, в окрузі Б'юкенан штату Айова. Населення — 429 осіб (2020).

## Географія
Ламонт розташований за координатами 42°35′55″ пн. ш. 91°38′26″ зх. д. / 42.59861° пн. ш. 91.64056° зх. д. (42.598565, -91.640427).  За даними Бюро перепису населення США в 2010 році місто мало площу 1,51 км², уся площа — суходіл.

## Демографія
Згідно з переписом 2010 року, у місті мешкала 461 особа в 193 домогосподарствах у складі 121 родини. Густота населення становила 305 осіб/км².  Було 212 помешкання (140/км²).
Расовий склад населення:
| - 98,3 % — білих - 0,4 % — корінних американців - 0,4 % — азіатів - 0,2 % — чорних або афроамериканців |

До двох чи більше рас належало 0,7 %. Частка іспаномовних становила 0,4 % від усіх жителів.
За віковим діапазоном населення розподілялося таким чином: 28,9 % — особи молодші 18 років, 57,4 % — особи у віці 18—64 років, 13,7 % — особи у віці 65 років та старші. Медіана віку мешканця становила 37,7 року. На 100 осіб жіночої статі у місті припадало 104,0 чоловіків;  на 100 жінок у віці від 18 років та старших — 95,2 чоловіків також старших 18 років.
Середній дохід на одне домашнє господарство  становив 45 672 долари США (медіана — 42 031), а середній дохід на одну сім'ю — 55 560 доларів (медіана — 53 125). Медіана доходів становила 34 167 доларів для чоловіків та 29 554 долари для жінок. За межею бідності перебувало 8,7 % осіб, у тому числі 2,2 % дітей у віці до 18 років та 7,8 % осіб у віці 65 років та старших.
Цивільне працевлаштоване населення становило 184 особи. Основні галузі зайнятості: виробництво — 25,0 %, освіта, охорона здоров'я та соціальна допомога — 17,4 %, будівництво — 12,5 %, роздрібна торгівля — 11,4 %.